# Sören Schumacher

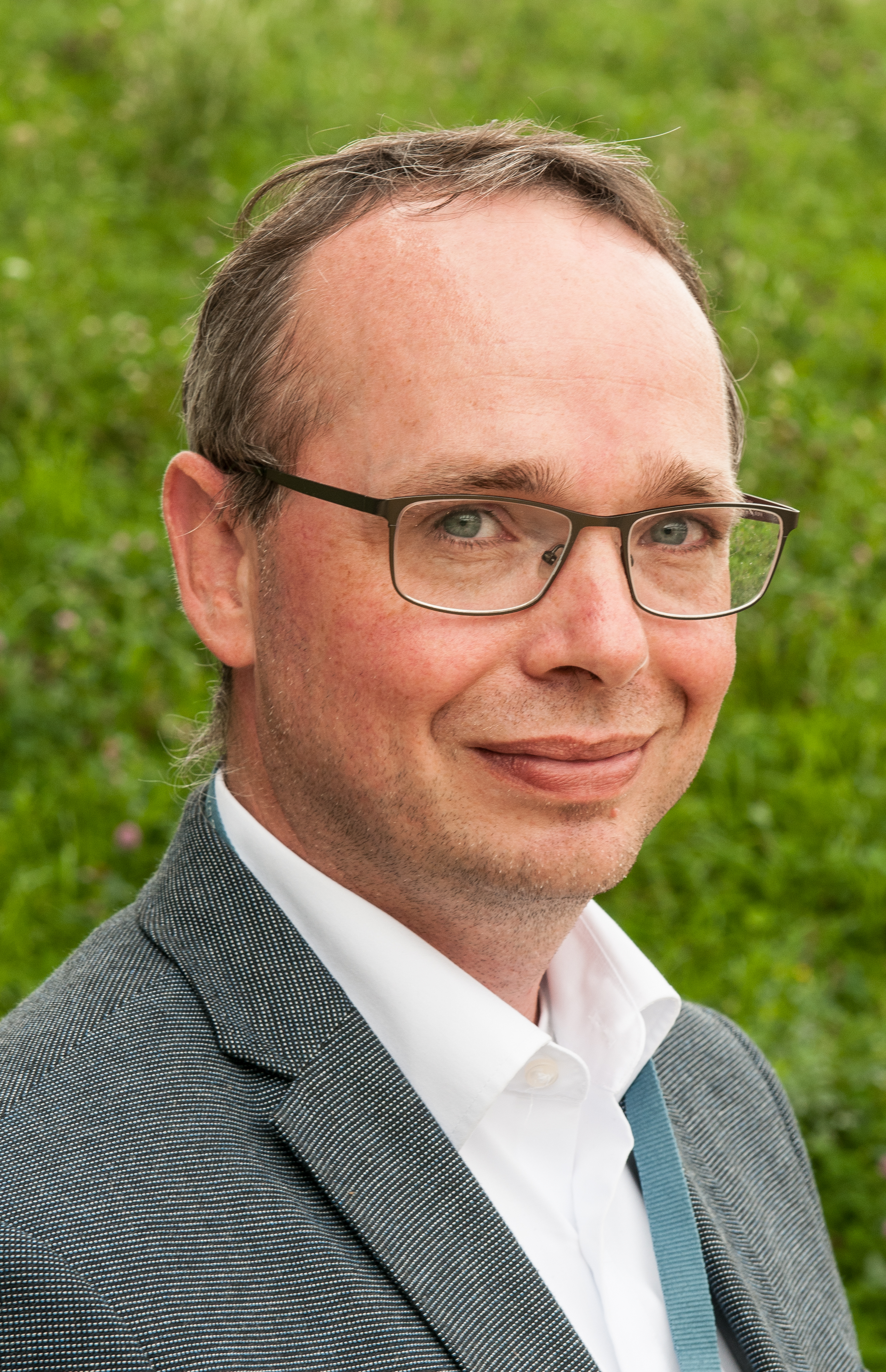
Sören Schumacher 2016

Sören Schumacher (* 4. Juni 1976 in Hamburg) ist ein deutscher Politiker (SPD). Er ist seit 2008 Mitglied der Hamburgischen Bürgerschaft.

## Leben
Schumacher erlangte 1995 das Abitur am Immanuel-Kant-Gymnasium und absolvierte anschließend seinen Zivildienst bei den Elbe-Werkstätten. Danach begann er ein Studium der Rechtswissenschaft an der Universität Hamburg, das er aber nicht abschloss. Bei der Segelvereinigung Sinstorf war er von 1990 bis 2004 als Segeltrainer tätig und ist dort seit 1992 Mitglied im Vorstand. Seit 2005 ist er Mitglied im Vorstand der Wassersportgemeinschaft Neuländer See und Teilnehmer am Stadtteilgespräch Gewaltprävention im Harburger Süden.

## Politik
Schumacher trat 2002 in die SPD ein. Seit 2004 ist er Mitglied im Vorstand des Distrikts Harburg-Süd, dessen Vorsitzender er seit 2012 ist. Von 2004 bis 2006 war er kooptiertes Mitglied im Vorstand des Kreisverbands Harburg und seit 2006 ist er als gewähltes Mitglied des Kreisvorstands für Protokoll und Kommunikation zuständig. Von 2004 bis 2008 war er als zubenannter Bürger Mitglied im Jugendhilfeausschuss der Bezirksversammlung Harburg. 2005 absolvierte er die Kommunalakademie Nord der Friedrich-Ebert-Stiftung.
Bei der Bürgerschaftswahl 2008 gewann er im Wahlkreis Harburg ein Direktmandat und zog in die Hamburgische Bürgerschaft ein. In der 19. Wahlperiode war er Mitglied im Familien-, Kinder- und Jugendausschuss, im Sportausschuss, im Eingabenausschuss und in der Härtefallkommission. Außerdem war er eingabenpolitischer Sprecher der SPD-Bürgerschaftsfraktion.
Bei der Bürgerschaftswahl 2011 gewann er erneut im Wahlkreis Harburg ein Direktmandat. In der 20. Wahlperiode war er Mitglied im Europaausschuss, im Sportausschuss, im Eingabenausschuss und in der Härtefallkommission. Außerdem war er eingabenpolitischer Sprecher der SPD-Bürgerschaftsfraktion und Vorsitzender der Härtefallkommission. Im Juni 2014 wurde er zusätzlich Mitglied des Innenausschusses.
Bei der Bürgerschaftswahl 2015 gewann er erneut im Wahlkreis Harburg ein Direktmandat. In der 21. Wahlperiode war er Mitglied im Innenausschuss, im Europaausschuss und im Sportausschuss. Bis Oktober 2017 war er europapolitischer Sprecher der SPD-Bürgerschaftsfraktion und anschließend innenpolitischer Sprecher.
Bei der Bürgerschaftswahl 2020 gewann er erneut im Wahlkreis Harburg ein Direktmandat. In der 22. Wahlperiode ist er Mitglied im Innenausschuss, im Haushaltsausschuss, im Europaausschuss und im Sportausschuss. Außerdem ist er innenpolitischer Sprecher der SPD-Bürgerschaftsfraktion.